# The Feelin's Good
The Feelin's Good è un doppio album-raccolta di Hank Mobley, pubblicato dalla Blue Note Records nel 2013 (solo su vinile) in edizione limitata. I brani furono registrati il 7 marzo del 1963 al Van Gelder Studio di Englewood Cliffs, New Jersey (Stati Uniti).

## Tracce
Lato A
1. The Feelin's Good – 5:35 (Hank Mobley)

Lato B
1. Up a Step – 8:30 (Hank Mobley)
2. The Good Life – 5:08 (Sacha Distel, Jack Reardon)

Lato C
1. East of the Village – 6:44 (Hank Mobley)

Lato D
1. Yes Indeed – 5:30 (Sy Oliver)
2. Old World, New Imports – 6:06 (Hank Mobley)

## Musicisti
- Hank Mobley - sassofono tenore
- Donald Byrd - tromba
- Herbie Hancock - pianoforte
- Butch Warren - contrabbasso
- Philly Joe Jones - batteria